# Eugenia Żmijewska
Eugenia Żmijewska, także Eugenia Szreniawa Żmijewska (ur. 1865 pod Humaniem, zm. 14 czerwca 1923 w Warszawie) – polska publicystka, powieściopisarka i tłumaczka literatury angielsko- i francuskojęzycznej.

## Życiorys
Była członkinią redakcji „Słowa” i prowadziła wiadomości zagraniczne pt. Rozmaitości. Od roku 1899 pracowała w „Kurierze Polskim”, w którym była redaktorką dodatku miesięcznego „Ognisko”. Od 1914 w „Świecie Kobiecym”, zaś od 1915 do 1916 przebywała w Kijowie, redagując kontynuację tego pisma, pt. „Świt”. Współpracowała również z „Bluszczem” jako felietonistka.
Była jedną z założycielek Towarzystwa Literatów i Dziennikarzy Polskich.

## Ważniejsze prace[1]
- 1907 – Z pamiętnika instytutki (powieść)
- 1909 – Dola (powieść)[2]
- 1911 – Serduszko (powieść)
- 1912 – Młodzi (powieść)
- 1921 – Car i unitka (powieść)[3]
- 1910 – Z pamiętnika niedoszłej literatki (nowela)[4]
- 1912 – Z daleka i z bliska (nowela)[5]
- 1913 – Skauci[6]
- 1917 – Polak obywatel I. Paderewski[7]

Przekłady
Przełożyła (po raz pierwszy) na język polski m.in. powieści detektywistyczne Arthura Conana Doyle’a Znamię czterech (I wyd. tł. 1898) i Tajemnica Baskerville’ów. Dziwne przygody Sherlocka Holmes (I wyd. tł. 1902).